# Línea M1 (Metro de Bucarest)
La Línea M1 es la primera línea del Metro de Bucarest. Fue abierta el 16 de noviembre de 1979, y desde entonces ha sufrido algunas ampliaciones. La línea M1, en la actualidad, va desde la Estación de Dristor 2 hasta la Estación de Pantelimon.